# Forschung auf der ISS

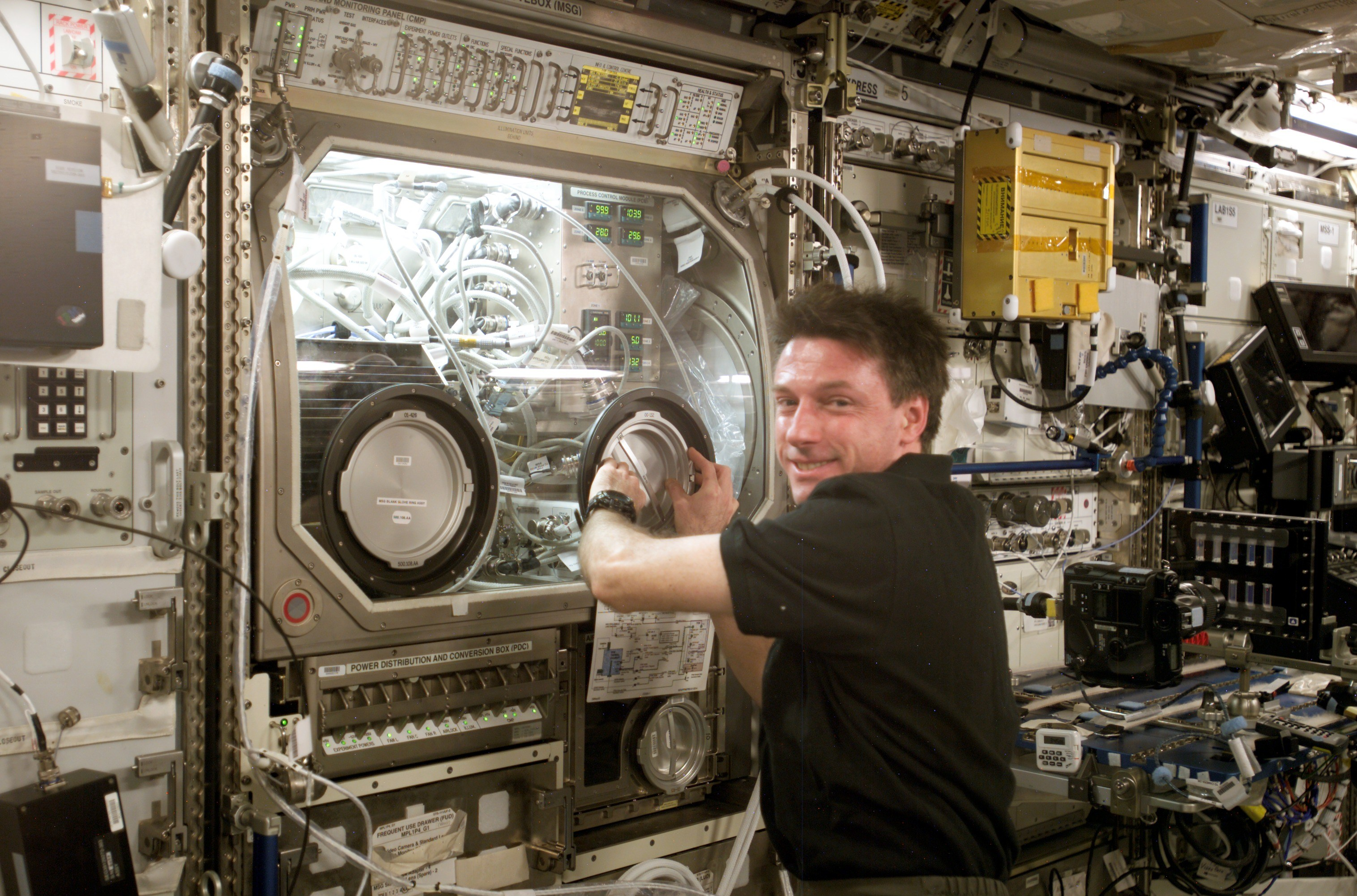
Michael Foale arbeitet während der Expedition 8 an der Microgravity Science Glovebox.

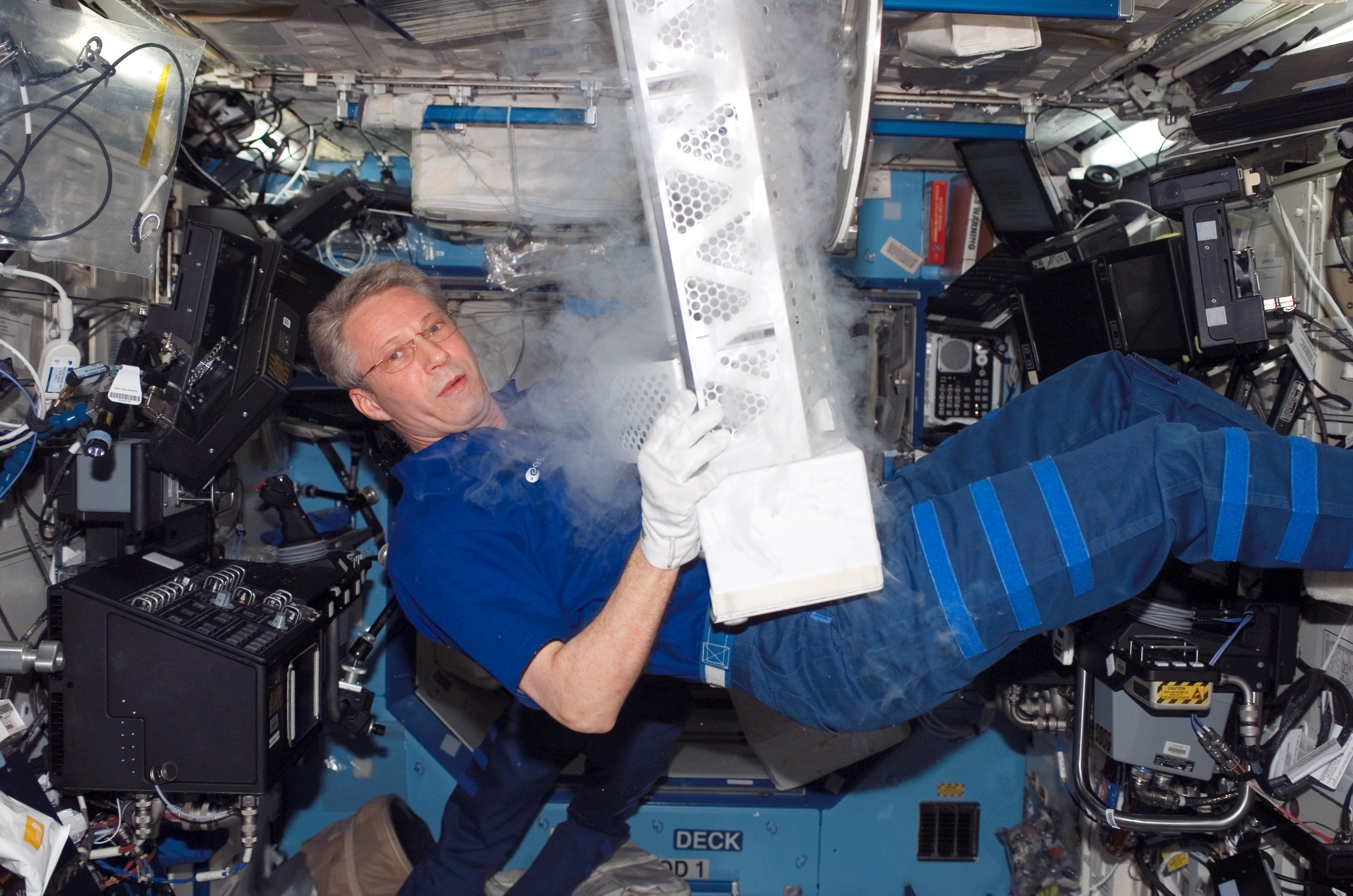
Thomas Reiter arbeitet während der STS-116 Mission mit den Passive Observatories for Experimental Microbial Systems in Micro-G (POEMS) in dem Minus Eighty Degree Laboratory Freezer for ISS (MELFI) des Destiny-Moduls. MELFI ist eine Kühleinrichtung um für Experimente benötigte Materialien auf -80, -26 beziehungsweise +4° zu kühlen.

Die Forschung auf der ISS bietet durch die internationale Raumstation ISS mehrere auf der Erde nicht erreichbare Bedingungen. So können außerhalb der ISS leicht Geräte für astronomische und meteorologische Untersuchungen angebracht werden und physikalische und biologische Proben längere Zeit den Weltraumbedingungen ausgesetzt werden. Die Experimente im Inneren der ISS nutzen vor allem die permanente Mikrogravitation. Außerdem dienen auch die Astronauten selbst als Probanden für Untersuchungen der (Weltraum-)Medizin, bei denen auch missionsbedingter Stress eine Rolle spielt.
Insgesamt sind (Stand Oktober 2020) rund 3000 Experimente im Zusammenhang mit der Forschung auf der ISS abgearbeitet.
Bislang wurden allein rund 50 Experimente mit deutscher Beteiligung begonnen und teilweise abgeschlossen, weshalb im Folgenden einige typische Beispiele herausgegriffen werden.

## Die ISS als Plattform im Weltraum
Außerhalb der ISS können Experimentierplattformen installiert werden, um Materialien und biologische Proben längerfristig Weltraumbedingungen auszusetzen, also unter anderem Vakuum, erhöhter UV-Strahlung, kosmischer Strahlung und extremen Temperaturunterschieden. Beispiele sind die European Technology Exposure Facility (EuTEF) sowie ROKVISS. ROKVISS ist der Prototyp eines Roboterarms für zukünftige Satellitenwartungsmissionen.

## Astronomie
An der ISS sind beziehungsweise werden auch astronomische Beobachtungsgeräte angebracht, die dadurch auf eigene Energieversorgung und Lagekontrolle verzichten können. Dabei widmet sich das Alpha-Magnet-Spektrometer (AMS) der Untersuchung der kosmischen Höhenstrahlung und Solar Monitoring Observatory (SOLAR) den Schwankungen der Sonnenstrahlung, die auch das Klima beeinflussen.

## Physik und Materialforschung
In der Mikrogravitation lassen sich atomare Teilchen länger in einem beobachtbaren Volumen halten, was genauere Atomuhren ermöglicht. Da die ISS schwächer von der Erde angezogen wird und sich schneller bewegt als irdische Atomuhren, sind damit auch genauere Überprüfungen der Allgemeinen und der Speziellen Relativitätstheorie möglich. Dies ist das Ziel des Atomic Clock Ensemble in Space (ACES).
Das Materials Science Laboratory (MSL)  dient dem Schmelzen und der Solidifikation leitender Metalle, Legierungen und Halbleiter im extremen Vakuum oder in hochreinen Edelgasumgebungen in der Mikrogravitation. Dabei lassen sich unter anderem Diffusionsprozesse untersuchen, die auf der Erde durch die Konvektion überlagert werden.
Mit dem Elektromagnetischen Levitator (EML) kann man Metallschmelzen in der Schwebe halten, damit sie nicht mit den Gefäßwänden in Kontakt treten.
Auch wesentliche Experimente zur Erforschung von Plasmakristallen wurden und werden auf der ISS durchgeführt.

## Biologie und Biotechnologie
Proteinkristalle lassen sich unter Mikrogravitationsbedingungen leichter züchten. Dementsprechend wurden und werden auf der ISS verschiedene solche Experimente durchgeführt. Man braucht Proteine jedes Mal dann in Kristallform, wenn die Proteinstruktur ermittelt werden soll, meist mit Röntgenstrukturanalyse. Ohne die Struktur eines Proteins zu kennen, können keine Medikamente entwickelt werden, die das Protein oder Enzym beeinflussen.

## Humanmedizin
Bei längeren Aufenthalten in einer Mikrogravitationsumgebung kommt es zu Muskel- und Knochenschwund aufgrund der fehlenden Belastung. Entsprechende Untersuchungen auf der ISS dienen zum einen der Grundlagenforschung an entsprechenden Krankheiten (zum Beispiel Osteoporose), aber auch dazu, Gegenmaßnahmen für längere bemannte Raumflüge (beispielsweise zum Mars) zu finden.
Auch der Blutkreislauf und das Immunsystem verhalten sich im Weltraum anders als auf der Erde, wobei bei letzterem auch missionsbedingter Stress aufgrund räumlicher Enge, hohem Arbeitspensum sowie abnormem Tag-Nacht-Rhythmus eine Rolle spielt.
Außerdem werden auf der ISS Verfahren der Telemedizin erprobt, wie beispielsweise bei dem Experiment Advanced Diagnostic Ultrasound in Microgravity (ADUM).

## Erdbeobachtung

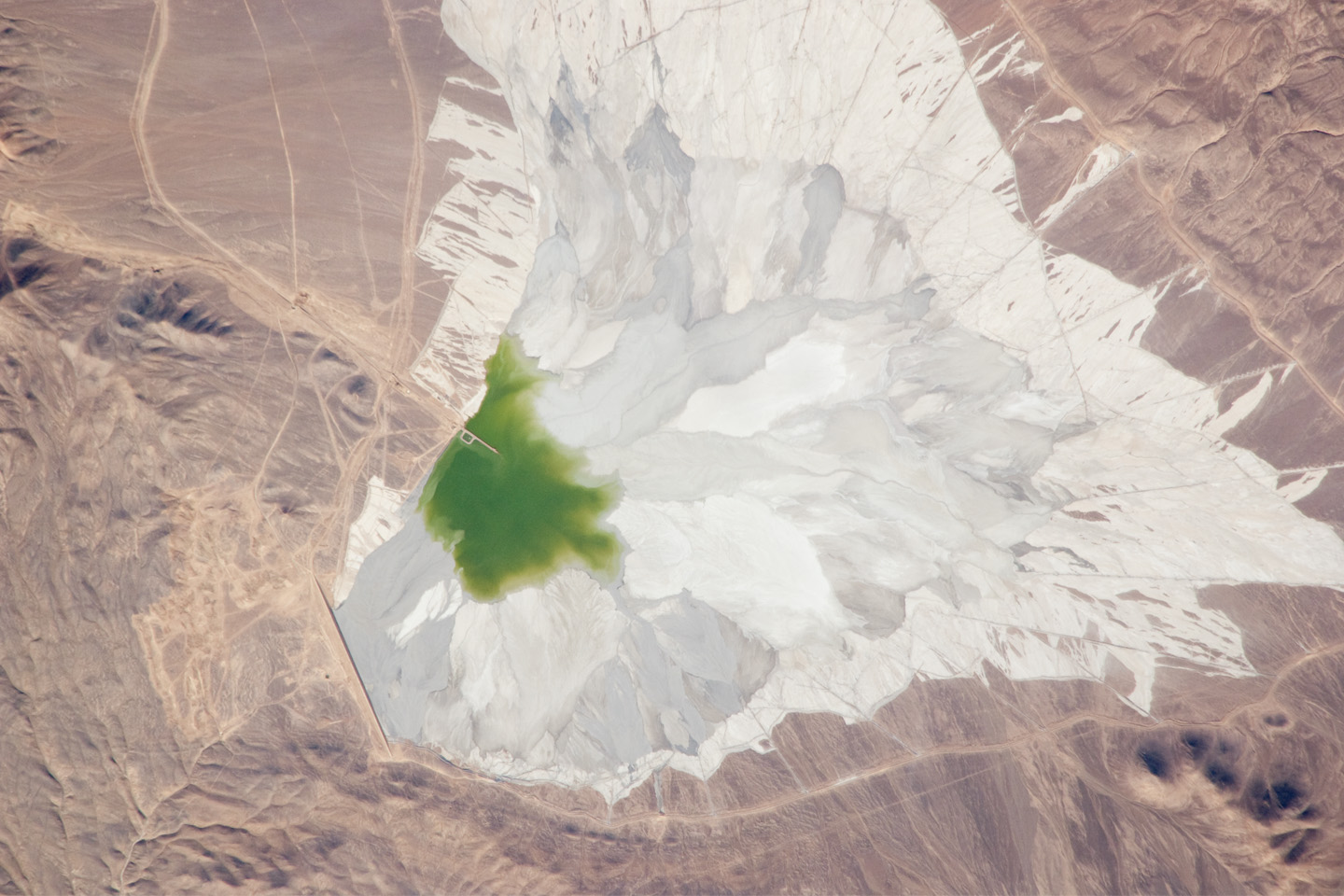
Beispiel für ein von der ISS aus aufgenommenes Foto: Abraum der Escondida Kupfer-Gold-Silber-Mine. Der Abraum wird von einem etwa 1 km langen Damm (links unten im Bild) zurückgehalten.

Die ISS dient auch der Fernerkundung und der GIS. Verantwortlich gesteuert wird dieser Bereich der Forschung vom Image Science and Analysis Laboratory im NASA-Johnson Space Center.
Das Labor unterhält das The Gateway to Astronaut Photography of Earth.

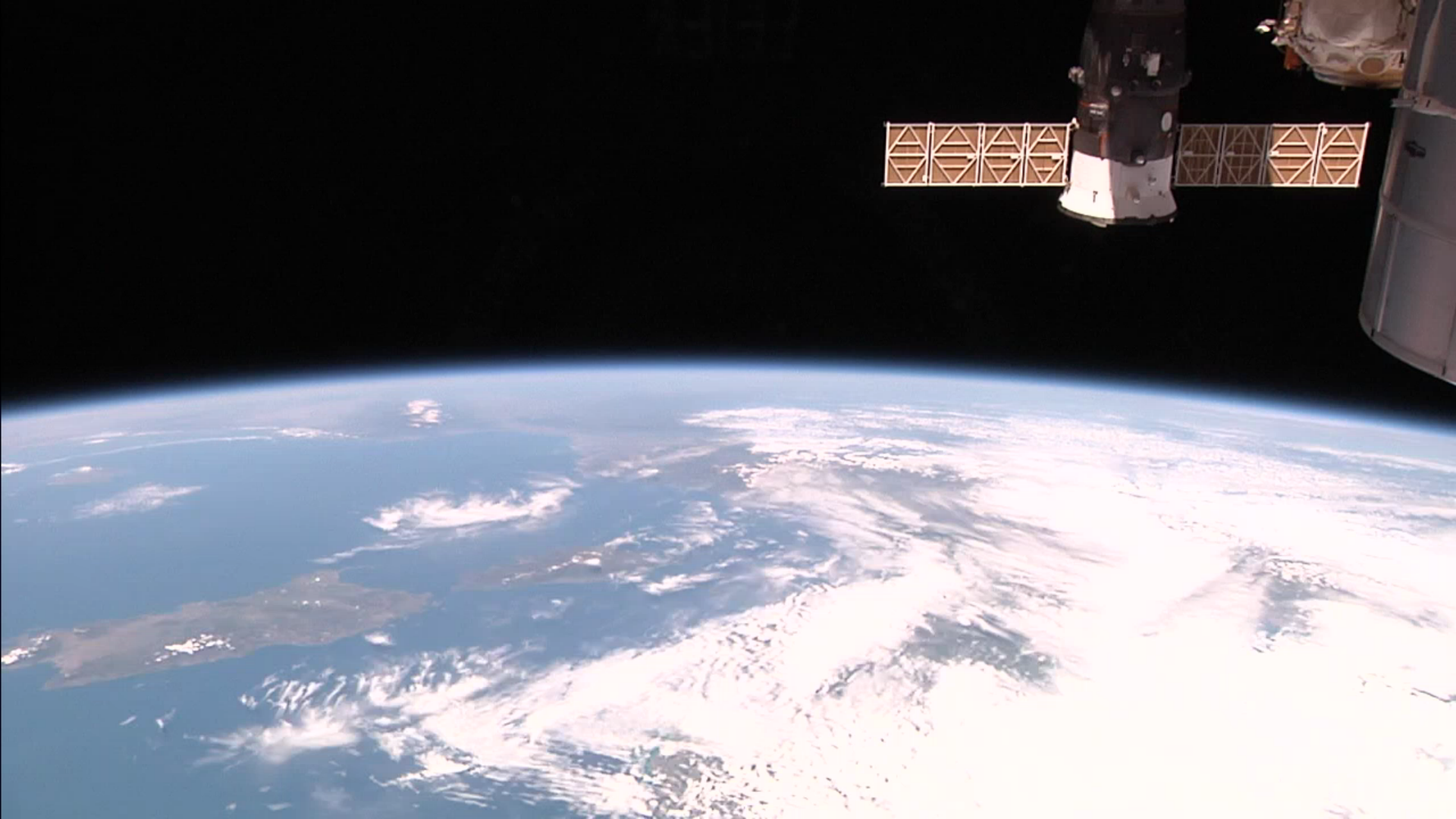
Screenshot aus einem HDEV Video von der ISS (Panasonic, Aft View): Zu sehen sind Sardinien und Korsika.

Am europäischen Columbus-Labor wurden im April 2014 von einem Roboterarm vier commercial off-the-shelf Kameras im Rahmen der Mission  High Definition Earth Viewing (HDEV) angebracht. Die HD-Kameras beobachten aus drei verschiedenen Blickwinkeln die Erde und senden Live-Videos. In Zusammenarbeit mit dem DLR und der NASA stellt die Universität Bonn die Videos und Bilder der HDEV-Kameras im Webportal „Columbus Eye“ der Öffentlichkeit zur Verfügung. Das Projekt wird auch den Raumflug des deutschen Astronauten Alexander Gerst zur ISS begleiten.
Von Astronauten auf der ISS aufgenommene Fotos dienen als Ergänzung zu den Aufnahmen von Erdbeobachtungssatelliten, da dabei der Aufnahmewinkel nicht starr festgelegt ist.

## Flora
Anfang 2016 gelang mit einer orange-gelben Zinnie die erste Aufzucht dieser blühenden Pflanze auf der ISS. Vergleichbares gelang der Sowjetunion auf der Raumstation Saljut 7 bereits im Jahr 1982, bei der Mission STS-51 sowie auch schon auf der ISS im Jahr 2012.

## Sonstiges
Die Forschung auf der ISS umfasst auch Tests kommerzieller Produkte, die allerdings vorwiegend der Produktplatzierung dienen, sowie Experimente im Rahmen der Öffentlichkeitsarbeit (z. B. SuitSat). So waren von etwa 270 wissenschaftlichen Frachten, die das ISS National Lab (ein Laboratorium der NASA) durch das Center for the Advancement of Science in Space auf die ISS schicken ließ, bis Oktober 2018 insgesamt 176 kommerzielle Frachten.
Siehe auch: Biolab, Materials International Space Station Experiment